# Oreca 07
Der Oreca 07 ist ein Sportwagen-Prototyp, der von dem französischen Rennwagenhersteller Oreca nach LMP2-Reglement entwickelt und gebaut wurde.

## Entwicklung

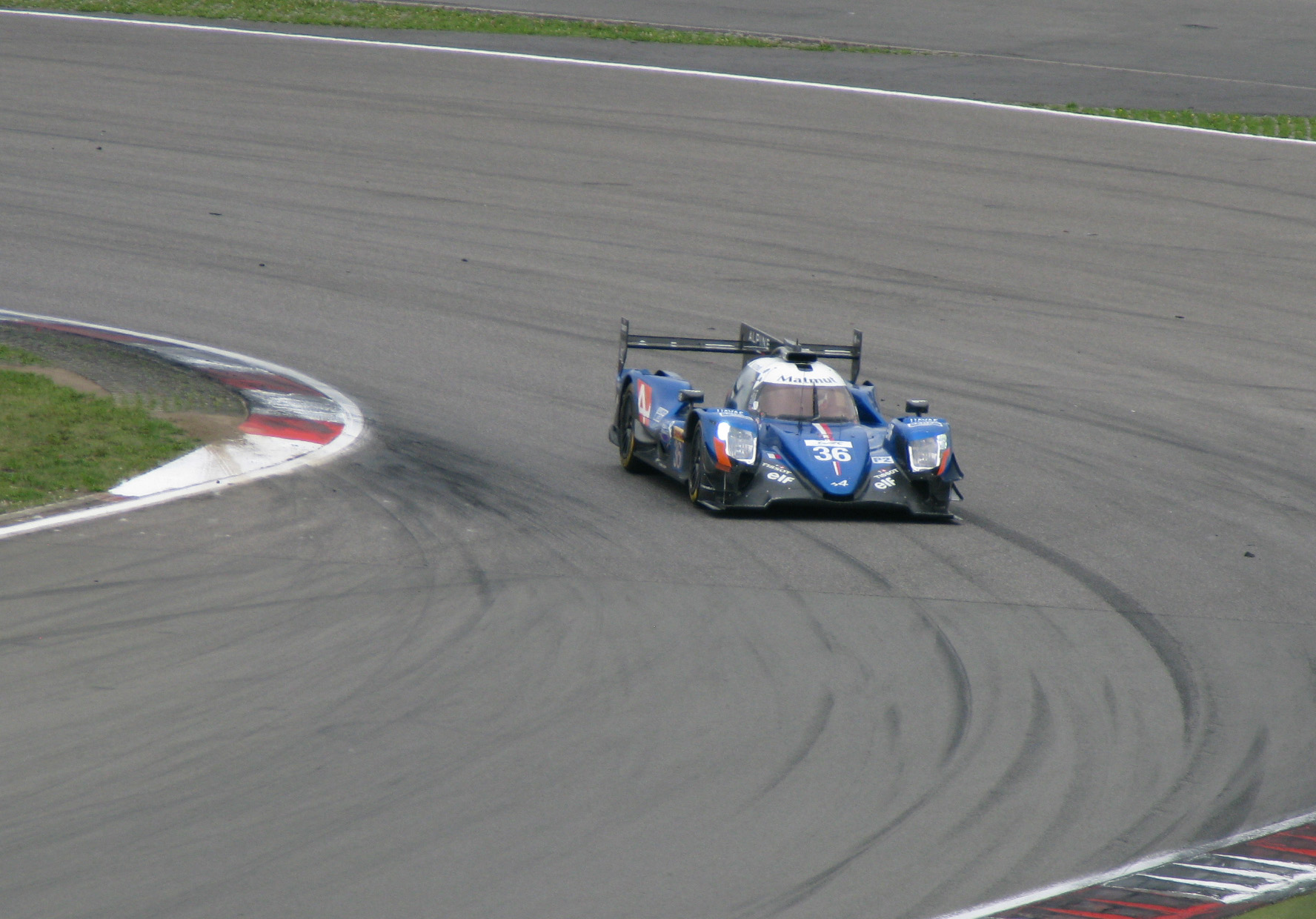
Alpine A470 eingesetzt vom Signatech Alpine Team

Durch ein neues Reglement waren ab 2017 nur noch Fahrzeuge in der LMP2-Klasse startberechtigt, die von A. C. O.-zertifizierten Herstellern gebaut wurden. Oreca ist einer von vier Herstellern; die anderen drei sind Dallara P217, Ligier JS P217 und Riley-Multimatic Mk.30.
Der Oreca 07 ist die direkte Weiterentwicklung des Oreca 05, der als Basis für den 07 gilt. Durch ein Upgrade-Kit können Kundenteams sogar den Oreca 05 in einen Oreca 07 umrüsten.
Durch die Partnerschaft mit dem französischen Automobilhersteller Alpine wurde im Jahr 2017 der Alpine-LMP2 als „Alpine A470“ bezeichnet. Eingesetzt wurden zwei Fahrzeuge in der FIA-Langstrecken-Weltmeisterschaft vom Signatech-Alpine-Team.
Der Acura ARX-05 der Saison 2018 in der Daytona-Prototype-International-Klasse basierte auf dem Oreca-07-Chassis.

## Technik
Das Monocoque des Oreca 07 besteht aus CFK. Die Fahrzeuge haben ein geschlossenes Cockpit, der Heckflügel ist 1,80 Meter breit. Verwendet wird der durch das LMP2-Reglement vorgeschriebene Einheitsmotor von Gibson mit dem internen Namen GK428. Es ist ein V8-Saugmotor mit 4,2 l Hubraum und 90° Bankwinkel, der in der Saison 2017 441 kW (600 PS) leistete, in der Saison 2020/2021 412 kW (560 PS) und ab der Saison 2023 noch 393 kW (535 PS.). Das maximale Drehmoment wurde mit 555 Nm angegeben. Das Sechsganggetriebe wird von Xtrac Limited geliefert.